# درنا (کومونه)
درنا (به ایتالیایی: Drena) یک کومونه در ایتالیا است که در ترنتینو واقع شده‌است.

## خصوصیات
درنا ۸٫۴ کیلومترمربع مساحت و ۴۷۶ نفر جمعیت دارد.